# Ceroptera ghesquierei
Ceroptera ghesquierei är en tvåvingeart som beskrevs av Vanschuytbroeck 1951. Ceroptera ghesquierei ingår i släktet Ceroptera och familjen hoppflugor.
Artens utbredningsområde är Kongo. Inga underarter finns listade i Catalogue of Life.